# Carlos Fiolhais
Carlos Manuel Batista Fiolhais GOIH (Lisboa, 12 de junho de 1956) é um físico, professor universitário e ensaísta português. É um dos cientistas e divulgadores de ciência mais conhecidos em Portugal.

## Biografia
Filho de um militar da Guarda Republicana, cresceu numa família de poucas posses. Nasceu em Lisboa, na Maternidade Alfredo da Costa, tendo frequentado o primeiro ano da escola primária nesta cidade. Depois viveu em Coimbra, tendo estudado na Escola dos Olivais. Nos anos de liceu ganhou muitos prémios de pintura.
Não fez a tropa porque é daltónico.
Teve um primeiro casamento com uma matemática, tendo tido um filho. O segundo casamento é com uma nutricionista.

## Carreira
Licenciou-se em Física na Universidade de Coimbra em 1978 e doutorou-se em Física Teórica na Universidade Goethe, em Frankfurt am Main, Alemanha, em 1982. É professor catedrático no Departamento de Física da Universidade de Coimbra desde 2000. Foi professor convidado em universidades de Portugal, Brasil e Estados Unidos.
Tem 140 artigos científicos da sua autoria em revistas internacionais "e de mais de 450 artigos pedagógicos e de divulgação".
Publicou 42 livros, sendo o mais conhecido a sua obra de divulgação científica "Física Divertida" e "Nova Física Divertida", publicado pela Gradiva. Recebeu o Prémio Inovação do Forum III Milénio e o Prémio Rómulo de Carvalho da Universidade de Évora em 2006. Foi consultor do programa "Megaciência" para o canal de televisão SIC.
Foi director da Biblioteca Geral da Universidade de Coimbra, onde tem concretizado vários projectos relativos ao livro e à cultura. Também foi fundador e director do Centro de Física Computacional da Universidade de Coimbra, onde colaborou na instalação do maior computador português para cálculo científico. Criou e dirige o "Rómulo" - Centro de Ciência Viva da Universidade de Coimbra.
Em novembro de 2012 lançou o livro "Pipocas com Telemóvel e outras histórias de falsa ciência", em coautoria com David Marçal, editado pela Gradiva. Neste livro os autores pretendem promover a ciência contando histórias de falsa ciência, histórias estas que entendem ser representativas do mundo pseudo-científico. O título do livro, por exemplo, é inspirado num vídeo que circula na Internet mostrando milho a transformar-se em pipocas devido, alegadamente, à radiação de telemóveis. O "Iogurtegate", as "Pulseiras quânticas", "A racionalidade diluída da homeopatia", "Não há duas sem ómega-3" e "A bazófia dos basófilos" são alguns dos outros temas abordados.
Numa entrevista, questionados sobre como tiveram a ideia de explicar a ciência através da falsa ciência, Carlos Fiolhais responde, "A falsa ciência assenta em equívocos acerca da natureza ciência e do processo científico. Esclarecer esses equívocos é uma das maneiras de mostrar o que é a ciência"
Na apresentação do livro, no dia 05 de novembro de 2012, na FNAC do Centro Comercial Colombo, por forma a demonstrar que a homeopatia não funciona, Carlos Fiolhais e David Marçal, "tomaram uma caixa inteira de um medicamento homeopático à frente de uma plateia de cerca de 30 pessoas".
Em fevereiro de 2012 Carlos Fiolhais declarou-se publicamente contra o  Novo Acordo Ortográfico.
Em 12 de julho de 2021 despediu-se do ensino com uma palestra, "História da Ciência na Universidade de Coimbra".

### Prémios e Distinções
- 1994 - Prémio União Latina de tradução científica.
- 2005 - Globo de Ouro de Mérito e Excelência em Ciência, atribuído pela SIC[necessário esclarecer].
- 2005 - Ordem do Infante D. Henrique.
- 2006 - Prémios Inovação do Forum III Milénio e Rómulo de Carvalho da Universidade de Évora.
- 2012 - Prémio para melhor artigo pedagógico na área da Física no espaço ibero-americano.[5]
- 2017 - Grande Prémio Ciência Viva Montepio